# Rouvinez
Rouvinez est une entreprise valaisanne de fabrication de vins.

## Historique
Le fondateur est Bernard Rouvinez, et les premiers vins vinifiés le sont en 1947, avec 2 hectares sur la colline de Géronde. Le groupe a grandi ensuite, par croissance interne mais aussi par des acquisitions, comme Orsat (1998), Imesh (2006), ou encore Bonvin (2009),,,. Il représente environ 10 % du vignoble valaisan, ce vignoble valaisan étant équivalent en superficie à la région bordelaise de Saint-Emilion. L'entreprise Rouvinez gère, en 2017, 146 hectares. Elle a joué un rôle de pionnier dans sa région vinicole, notamment dans l’élaboration de vins d’assemblage, dans l'élevage en barrique ou dans l'élaboration de vins grains nobles,. C'est toujours une entreprise familiale avec les générations successives de la famille fondatrice.